# Pozsegamindszent
Pozsegamindszent (horvátul: Sesvete, 1991-ig Sesvete Požeške) falu Horvátországban, Pozsega-Szlavónia megyében. Közigazgatásilag Pleterniceszentmiklóshoz tartozik.

## Fekvése
Pozsegától légvonalban 12, közúton 19 km-re északkeletre, községközpontjától 7 km-re északkeletre, a Pozsegai-medencében, a Pletericeszentmiklósról Kutjevóra vezető út mentén, Ćosinac és Gradac között fekszik.

## Története
A település és a Mindenszentek tiszteletére szentelt temploma a középkorban 1332-ben a pápai tizedjegyzékben tűnik fel először. 1469-ben „Poss. Mindzenth”, 1489-ben „Mendzenth” alakban találjuk a korabeli oklevelekben. Az orbovai Jakus család birtoka volt. 1474-ben papját „plebanus de Mendzenth” néven említik. Engel Pál a mai Sesvete közelébe a Vrbova-patak mellé helyezi a középkori Orbovát.
A török uralom idején valószínűleg muzulmán hitre tért horvátok lakták, akik a török kiűzésével Boszniába menekültek. Ezután néhány évig kihalt volt a falu, majd 1697 körül Boszniából katolikus horvát családok települtek ide. 1698-ban „Szezvete” néven 6 portával szerepel a török uralom alól felszabadított szlavóniai települések összeírásában. 1730-ban 21, 1746-ban 12 ház állt a településen.
Az első katonai felmérés térképén „Dorf Szeszvete” néven található. Lipszky János 1808-ban Budán kiadott repertóriumában „Szeszvete” néven szerepel. Nagy Lajos 1829-ben kiadott művében „Szeszvete” néven 22 házzal, 178 katolikus vallású lakossal találjuk. A 19. század második felében a szerbek mellé horvát, cseh és szlovák családok is érkeztek.
A településnek 1857-ben 145, 1910-ben 239 lakosa volt. 1910-ben a népszámlálás adatai szerint lakosságának 93%-a horvát, 4%-a cseh anyanyelvű volt. Pozsega vármegye Pozsegai járásának része volt. Az első világháború után 1918-ban az új szerb-horvát-szlovén állam, majd később (1929-ben) Jugoszlávia része lett. 1991-ben lakosságának 97%-a horvát nemzetiségű volt. A településnek 2011-ben 128 lakosa volt.

## Lakossága
| Lakosság változása | Lakosság változása | Lakosság változása | Lakosság változása | Lakosság változása | Lakosság változása | Lakosság változása | Lakosság változása | Lakosság változása | Lakosság változása | Lakosság változása | Lakosság változása | Lakosság változása | Lakosság változása | Lakosság változása | Lakosság változása |
| ------------------ | ------------------ | ------------------ | ------------------ | ------------------ | ------------------ | ------------------ | ------------------ | ------------------ | ------------------ | ------------------ | ------------------ | ------------------ | ------------------ | ------------------ | ------------------ |
| 1857               | 1869               | 1880               | 1890               | 1900               | 1910               | 1921               | 1931               | 1948               | 1953               | 1961               | 1971               | 1981               | 1991               | 2001               | 2011               |
| 145                | 164                | 184                | 196                | 241                | 239                | 258                | 287                | 282                | 275                | 238                | 187                | 156                | 137                | 130                | 128                |

## Nevezetességei
A Mindenszentek tiszteletére szentelt római katolikus temploma középkori eredetű. Már 1332-ben szerepel a pápai tizedjegyzékben, de pontos építési ideje ismeretlen. A középkori templomból csak az alapok és a harangtorony maradt meg, melyet a török valószínűleg őrtoronynak hagyott meg. A templomot a török kiűzése után 1700 körül barokk stílusban kőből és téglából építették újjá. Egyhajós épület félköríves apszissal. A harangtornyot az új homlokzatba illesztették, az északi falhoz pedig sekrestyét építettek. A hajó síkmennyezetű, míg a szentélyt stukkókkal díszített baldachinos boltozat fedi. Orgonája 1883-ban épült Heferer mester zágrábi műhelyében. Nyolc regiszteres, egy manuálos hangszer, kiváló mestermunka. 1882-ben aranyérmet nyert a trieszti kiállításon.

## Oktatás
A településen a pleternicai elemi iskola területi iskolája működik.